# Marco Denevi

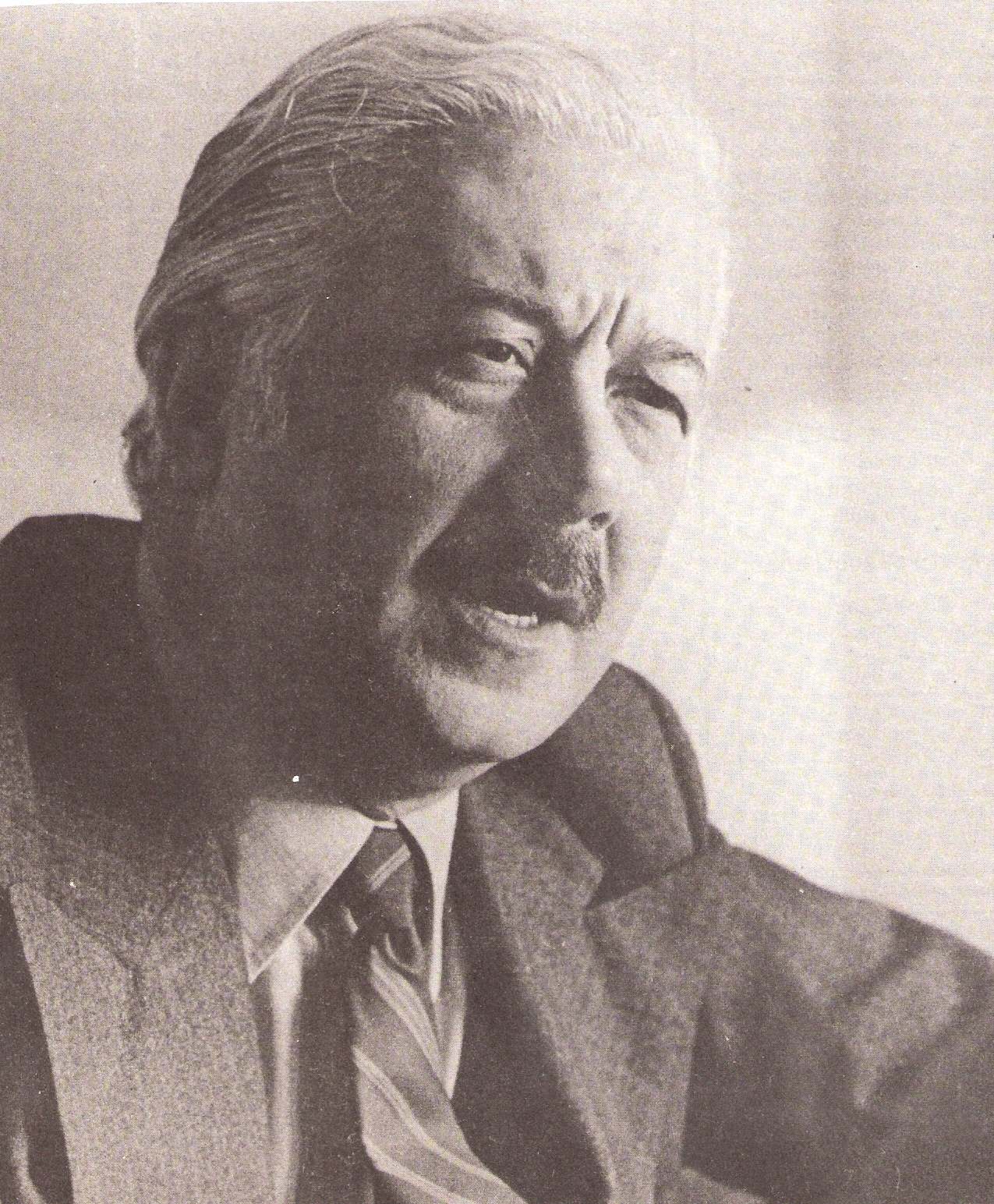
Marco Denevi 1980

Marco Denevi (* 12. Mai 1922 in Sáenz Peña, Gran Buenos Aires; † 12. Dezember 1998) war ein argentinischer Journalist, Jurist und Schriftsteller. 
Denevi stammte aus einfachen Verhältnissen; sein Vater war ein italienischer Einwanderer, seine Mutter Argentinierin. Er studierte Rechtswissenschaften an der Universidad de Buenos Aires und konnte dieses Studium auch erfolgreich abschließen. 
Denevi konnte 1955 mit seinem Roman „Rosaura à la diez“ sehr erfolgreich debütieren. In einem beachtenswerten Essay „Républica de Trapalanda“ zeigte er sich als Parteigänger Domingo Faustino Sarmiento. Nach seiner Kurzgeschichte Ceremonia secreta inszenierte Joseph Losey 1968 den Film Die Frau aus dem Nichts (mit Elizabeth Taylor und Mia Farrow).

## Ehrungen
- 1955 Prémio Kraft für Rosaura à las diez

## Werke (Auswahl)
Erzählungen
- Falsificaciones. 1966.
- Hierba del cielo. 1991.
- El jardín de las delicias. 1992.
- Salón de lectura. 1974.

Romane
- Los asesinos de los días de fiesta. 1972.
- Una familia argentina. 1997.
- Un pequeño café. 1966.
- Rosaura kam um zehn. Roman („Rosaura à las diez“). Suhrkamp, Frankfurt/M. 1980, ISBN 3-596-22613-9.

Theaterstücke
- Los expedientes. 1957.
- Fatalidad de los amantes. 1974.
- Los locos y los cuerdos. 1975.
- Los perezosos. 1970.